# Nicolas Ceolin
Nicolas Ceolin (Passo Fundo, 10 aprile 1986) è un ex calciatore brasiliano, di ruolo attaccante.

## Caratteristiche tecniche
Gioca come seconda punta.

## Carriera
Inizia la carriera giocando in patria nell'Uniao Barbarense, rimanendovi fino al 2006. Nel gennaio del 2006 passa al Daryda, club in cui nei successivi due anni gioca 22 partite e segna 6 gol nella massima serie della Bielorussia; rimane in Bielorussia anche negli anni seguenti: nel 2008 gioca 22 partite e segna 6 gol in campionato (più 4 partite ed un gol nella coppa nazionale, vinta dalla sua squadra, ed un gol in 2 partite nei preliminari di Coppa UEFA) col Partizan Minsk, mentre nel 2009 segna un gol in 10 presenze in campionato (più 2 presenze senza reti in Coppa di Bielorussia) nel Neman (dove giocava in prestito), salvo poi tornare a stagione in corso al Partizan Minsk con cui termina la stagione segnando altri 5 gol in 12 presenze in campionato. Rimane al Partizan anche nella parte iniziale dell'anno seguente, nel quale segna un gol nell'unica presenza stagionale in Coppa di Bielorussia ed un gol in 2 presenze nei turni preliminari di Europa League.
Nel gennaio del 2010 va al Gyori ETO, club della massima serie ungherese, con il quale termina la stagione 2009-2010 giocando 5 partite senza mai segnare in campionato. Rimane al Gyori ETO anche nella stagione 2010-2011: in questa annata mette a segno una rete in 6 presenze nei turni preliminari di Europa League, 2 gol in 2 presenze in Coppa d'Ungheria e 3 gol in 15 presenze nella massima serie ungherese, competizione nella quale milita anche nella prima parte della stagione 2011-2012, nella quale disputa 2 partite di campionato ed una partita (con anche un gol) in Coppa.
Nel gennaio del 2012 si trasferisce in prestito per sei mesi all'Honved, con cui conclude l'annata con altre 5 presenze senza reti nel campionato ungherese. Nell'estate del 2012 rimane svincolato, firmando poi a luglio un contratto col Pecs; con la nuova squadra gioca solamente 2 partite, entrambe nel campionato ungherese, e nel gennaio del 2013 torna al Neman, con cui oltre a giocare una partita in Coppa di Bielorussia segna un gol in 12 partite nel campionato bielorusso.
Nel settembre del 2013 si trasferisce in Italia, al Verbania, con cui realizza un gol in 9 presenze nel campionato di Serie D; nel gennaio dell'anno successivo si svincola dai piemontesi e va a giocare al Bra in Lega Pro Seconda Divisione, terminando la stagione 2013-2014 con 9 presenze senza reti in questo campionato. Nel marzo del 2015 si accasa ai molisani dell'Olympia Agnonese, con cui dopo diversi mesi da svincolato gioca la parte finale della stagione 2014-2015, nella quale segna un gol in 4 presenze in Serie D.
Nella stagione 2014-2015 segna 2 reti in 3 presenze in Coppa Svizzera e 5 gol in 13 presenze nella quinta serie svizzera col Bellinzona, che lo riconferma anche per la stagione 2016-2017, giocata in quarta serie dopo la promozione ottenuta nell'annata precedente; dopo aver giocato 2 partite in quarta serie, nel gennaio del 2017 si trasferisce all'Arbedo, sempre in Svizzera. Gioca poi con FC OS Lusiadas ed Ascona, ritirandosi nel 2020.

## Palmarès

### Club

#### Competizioni nazionali
- Coppa di Bielorussia: 1

MTZ-RIPA Minsk: 2008
- Seconda Lega interregionale: 1

Bellinzona: 2015-2016